# Arrolla turramurrae
Arrolla turramurrae är en insektsart som beskrevs av Rentz, D.C.F. 1990. Arrolla turramurrae ingår i släktet Arrolla och familjen Gryllacrididae. Inga underarter finns listade i Catalogue of Life.